# Иоганн Алхимик
Иоганн I Алхимик (нем. Johann der Alchimist; 1406 — 16 ноября 1464, Байерсдорф) — маркграф Байрейта (Бранденбург-Кульмбаха) в 1440—1457 годах из династии Гогенцоллернов.

## Биография
Иоганн был старшим сыном бранденбургского маркграфа Фридриха I (1371—1440) и Елизаветы Баварской (1383—1442).
После женитьбы на Барбаре Саксен-Виттенбергской (1405—1465), дочери герцога Рудольфа III, надеялся стать наследником тестя. Но когда в 1422 году Рудольф III умер, германский император Сигизмунд был в плохих отношениях с Гогенцоллернами и отказал Иоганну в его притязаниях, выплатив ему небольшую денежную компенсацию.
13 января 1426 года маркграф Фридрих I назначил старшего сына регентом Бранденбурга, сохранив за собой права и титул курфюрста. Иоганн оказался плохим правителем и не пользовался популярностью у подданных. Он занимался не столько государственными делами, сколько алхимией, пытаясь получить золото. Отсюда и его прозвище — Алхимик. В частности, он владел одной из первых рукописей трактата «Книга Святой Троицы» брата Ульмана.
Поняв опасность, в которой находился Бранденбург, курфюрст Фридрих I в 1437 году передал Иоганну земли во Франконии, богатые залежами руды, а регентом курфюршества назначил своего второго сына — Фридриха. В 1440 году после смерти отца Иоганн унаследовал Бранденбург-Кульмбах и владения в Верхнем Пфальце.
В 1457 году Иоганн отрекся от престола и полностью посвятил себя алхимии. Поскольку сыновей, доживших до зрелого возраста, у него не было, его владения перешли брату.

## Дети
У Иоганна Алхимика и его жены Барбары Саксен-Виттенбергской было четверо детей:
- Рудольф, родился и умер в 1424
- Барбара (1423—1481), с 1433 жена Лудовико III Гонзага
- Елизавета (1425—1465), 1-муж (1440) Иоахим, герцог Померании, 2-й муж (1454) Вартислав, герцог Померании
- Доротея (1431—1495), 1-й муж (1445) король Дании Кристофер III Баварский, 2-й муж (1449) король Дании Кристиан I.